# 杰克·弗依
保罗·雅各布·弗依（Paul Jacob Foy，1990年11月1日—）是一位加拿大演员。 他最出名的作品包括在《骑行》系列中饰演 塔夫·麦克默里（Tuff McMurray）、在《风中的女王》中饰演 詹姆斯国王（King James）以及在《指定倖存者》中饰演 菲利克斯·席尔瓦（Felix Silva）。

## 生活与事业
1990年11月1日出生于安大略省尼亚加拉瀑布城。高中毕业后，福伊的第一份专业合同是制作《歌舞青春：舞台上！》，随后在谢里登学院著名的音乐剧院表演项目中度过了三年。
福伊于 2014 年首次登上银幕。他曾出演多部电视节目和电影，包括在《指定倖存者》中饰演菲利克斯、在《风中的女王》中饰演詹姆斯国王，以及在《吃喝玩乐》中饰演查理。
杰克在丽贝卡·博斯和克里斯·马西创作的美国新西部电视剧《骑行》中饰演塔夫·麦克默里。 该剧于 2023 年 3 月 26 日在 Hallmark 频道首播。

## 个人生活
居住在不列颠哥伦比亚省温哥华，并与他的伴侣 尼古拉斯·拉·特拉弗斯（Nicolas La Traverse）订婚。

## 作品一覽
| 年度      | 片名                                             | 腳色                              | 備註                               |
| --------- | ------------------------------------------------ | --------------------------------- | ---------------------------------- |
| 2014      | 天意（God Willing）                              | 格斯·沃尔科特（Gus Walcott）      | 短片                               |
| 2014      | 米兰达（Miranda）                                | 约瑟夫（Joseph）                  | 短片                               |
| 2015      | 绿箭侠（Arrow）                                  | 实习生（Intern）                  | 單集: 「Beyond Redemption」        |
| 2015      | 關鍵報告（Minority Report）                      | 内拉斯的情人（Nellas' Lover）     | 單集: 「Honor Among Thieves」      |
| 2016      | 阿里尔揭秘（Ariel Unraveling）                   | 乔尔（Joel）                      | 短片                               |
| 2016      | 星际迷航3：超越星辰（Star Trek Beyond）          | USSE 桥台船员（USSE Bridge Crew） |                                    |
| 2016      | 默多克之谜（Murdoch Mysteries）                  | 韦斯利·彭定康（Wesley Patten）    | 單集: 「Bend It Like Brankenreid」 |
| 2017      | 风中的女王（Reign）                              | 詹姆斯国王（King James）          | 單集: 「All It Cost Her...」       |
| 2018      | 弗兰基·德雷克之谜（Frankie Drake Mysteries）     | 甘伯（Gamber）                    | 單集: 「Dealer's Choice」          |
| 2019      | 在黑暗中（In The Dark）                          | 盖伊（Guy）                       | 單集: 「Bait and Switch」          |
| 2019      | 指定倖存者（Designated Survivor）                | 菲利克斯·席尔瓦（Felix Silva）    | 5集                                |
| 2019      | 吃喝玩乐结婚（Eat, Drink and be Married）        | 查理·沃伦（Charlie Warren）       | 電視電影                           |
| 2020      | 爱在商店（Love in Store）                        | 瑞安·科斯塔（Ryan Costa）         | 電視電影                           |
| 2021      | 蝙蝠女俠（Batwoman）                             | 爸爸（Dad）                       | 單集: 「Power」                    |
| 2021      | 白天的小戏剧（A Little Daytime Drama）           | 斯图尔特（Stewart）               | 電視電影                           |
| 2022      | 比利小子（Billy the Kid）                        | 规范（Norm）                      | 單集: 「Antrim」                   |
| 2022      | 当圣诞节还年轻的时候（When Christmas Was Young） | Deejay                            | 電視電影                           |
| 2023–現在 | 骑行（Ride）                                     | 塔夫·麦克默里（Tuff McMurray）    | 主角                               |

## 外部連結
- jakefoy.com （页面存档备份，存于）
- 杰克·弗依在互联网电影资料库（IMDb）上的資料（英文）